# Liam O'Flynn
Liam O'Flynn (in irlandese Liam Óg Ó Floinn; Kill, 15 aprile 1945 – Dublino, 14 marzo 2018) è stato un musicista irlandese, virtuoso delle uilleann pipes.
È uno dei principali esponenti della musica tradizionale irlandese.
Ha lavorato con Christy Moore, Donal Lunny, Andy Irvine, Kate Bush, Mark Knopfler, the Everly Brothers, Emmylou Harris, Mike Oldfield, Mary Black, Enya e Sinéad O'Connor.

## Discografia
- 1988 – Liam O'Flynn
- 1991 – The Fine Art of Piping
- 1993 – Out to an Other Side
- 1995 – The Given Note
- 1999 – The Piper's Call
- 2019 – The Poet and the Piper